# Festival international du film maritime, d'exploration et d'environnement de Toulon
Le Festival International du Film Maritime, d'Exploration et d'Environnement  (FIFME) est un festival qui se déroule tous les ans depuis 1954 au Palais Neptune, Palais des congrès de Toulon (France).

## Le Festival
Il a lieu chaque année depuis 1954 et a pour thème l'exploration, l'environnement, la connaissance du monde marin et sous-marin, etc.
Il est l'occasion d'un concours de photographies et de films.

## Fondateur
Jacques-Henri Baixe commence sa carrière en tant que médecin de marine. Il pratique la plongée sous-marine aux côtés des pionniers de cette discipline et devient plus tard médecin hyperbariste. Il conçoit notamment le premier caisson d’oxygénothérapie hyperbare, toujours dans les locaux de l’association. C’est également un grand collectionneur de films : il a créé la Cinémathèque Mondiale de la Mer. Il produit et réalise lui-même des films ainsi que des émissions de télévision. Jacques-Henri Baixe est décédé en 2001.

## Historique
L’aventure de ce Festival commence en 1954 avec quelques films tournés en Algérie, en Polynésie (chasse aux requins en plongée libre) et en Tunisie (pêcheurs de perle). Le 16 novembre à la Maison de la Chimie à Paris a lieu la première édition. Pour la petite histoire, le lieu fut prêté aux organisateurs. En échange, tous les bénéfices furent versés aux victimes du séisme d’Orléansville (Algérie).
Les films projetés n’étaient à l’époque, « que des paysages tournés avec des pellicules en noir et blanc, peu sensibles, à faible profondeur, utilisant des boîtes étanches bricolées et le format amateur de l’époque, le 9,5 mm, des caméras Pathé-Baby et même le bocal à bonbons, à large ouverture pour atteindre quelques centimètres de profondeur ». La prochaine étape fut le passage au Kodachrome 16 mm et surtout, c’était le début de la couleur. 
Le deuxième Festival eut lieu à San Diego (États-Unis) en 1957, un premier pas vers son internationalisation. 
Le Festival a bénéficié, dès sa seconde édition, du soutien du service culturel de la Municipalité toulonnaise. La promotion de la manifestation était également assurée par l’UNESCO et le Conseil International du Cinéma et de la Télévision. Par ailleurs, depuis 1950 étaient assurés des émissions sur la R.T.F avec les pionniers de la télévision naissante. 
Par la suite, le Festival a navigué entre le Cinéma Gaumont Palace à Toulon, la salle Pleyel à Paris, Port Grimaud près de Saint-Tropez, le centre culturel de Châteauvallon près de Toulon, l’Opéra municipal de Toulon, et enfin, dès sa construction en 1991, le Palais Neptune, Palais des Congrès de Toulon où il se produit désormais tous les ans, lui offrant la capacité d’accueil qui lui avait fait défaut jusqu’à présent (800 places).
D’un point de vue calendaire, la période de fin septembre/début octobre semble être la plus appropriée. 
Les films présentés par les compétiteurs, qu’ils soient amateurs ou professionnels ont toujours étonné le public tant par l’originalité et la difficulté du sujet que par l’exigence apportée à ses images dans la recherche de leur définition. Puis en 1992, le Festival présente pour la première fois des images numériques. Le Festival a su chaque année s’adapter aux nouvelles techniques et se place au premier rang des meilleurs festivals internationaux du genre. 

## Thématique

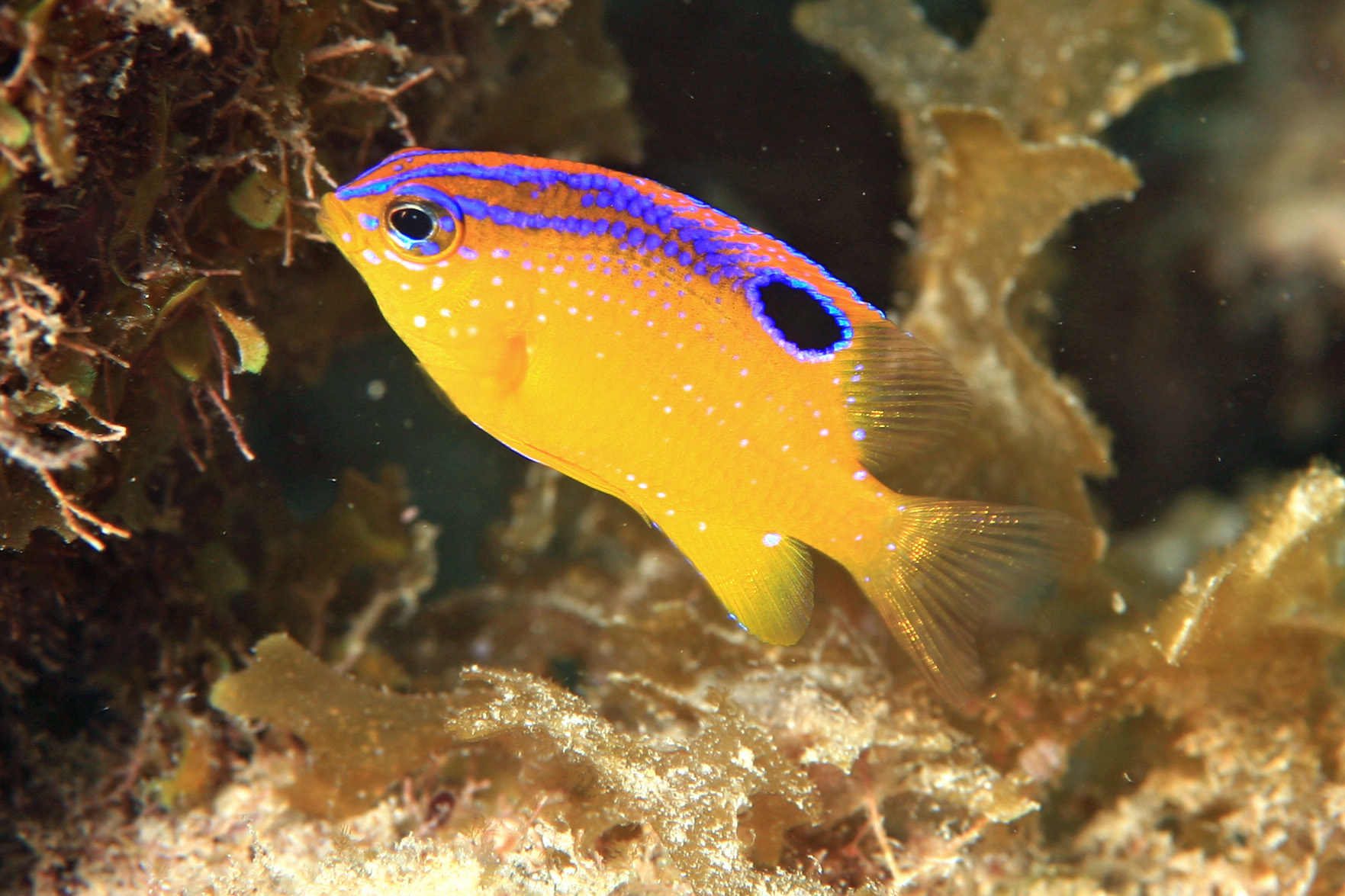
Does nature's pallete...

Les sujets abordés sont tout aussi riches et variés que les techniques employées : de la vie d’un gardien de phare à Ouessant, au travail des scaphandriers, en passant par les moulins à vent de Hollande, les camions du désert, la recherche spatiale, la protection des océans, la biologie marine, la recherche pétrolière, la traversée des pôles… Que ce soit dans le domaine de la plongée, des sciences, des voyages, de l’écologie, de l’aventure extrême, chacun peut y trouver émotion et réflexion[non neutre]. Seuls les films évoquant la chasse ou la guerre sont exclus[Par qui ?] à l’unanimité[réf. nécessaire]. Pour Jacques-Henri Baixe, la diversité des thématiques est sa « véritable ligne de force », la colonne vertébrale du Festival étant « l’aventure de l’homme moderne » dans son intemporalité.

## Rôle du Festival
Le Festival s’est donné un rôle d’ « éclaireur », de « chasseur d’images », « loin du cinéma industriel », « le rendez-vous de cinéastes marins, sous-marins, explorateurs, ethnologues ». Il s’est également toujours donné pour missions de faire apparaître les aspects encore inconnus du monde sous marin, d’informer, sur les dangers de la mer notamment, les imprudences, les négligences à éviter, remédier à l’ignorance des néophytes grâce à des séminaires, d’enrichir, d’encourager les cinéastes, de donner une ouverture à la réalité actuelle, créer des liens entre les cinéastes, les spécialistes. 
Surtout, il n’a jamais voulu être considéré comme le pré carré de spécialistes mais un rendez-vous proposé et ouvert « à ceux qui désirent acquérir […] une connaissance inégalable de l’action marine et sous-marine sous tous ses aspects ». 
L’innovation a toujours été le maître mot du festival, chaque nouvelle édition apportant son lot de surprises, de progrès… La volonté de partage de ces connaissances à elle aussi toujours été au premier plan. Sur de nombreux aspects, le Festival s’est positionné comme un réel précurseur. C’est grâce à ce dernier que l’aquaculture fut découverte en France, en 1964 à la suite de la projection du film Les prés sous la mer. 
De par le matériel utilisé il a su également toujours être en avance sur son temps, par les sujets abordés, notamment l’écologie qui fut, pour la première fois, abordée de manière convaincante, avec le souci de coller dans les années 1960 au plus près des exigences de la Nouvelle Vague. 
Dans ses idées également, comme le prouve l’intervention de l’écrivain Anne Nesteroff dans les années 1970 qui regrettait le peu de femmes dans le jury. Il fut alors décidé que 3 sièges leur seraient accordés lors de l’édition suivante. De même pour la première fois en 1989, le film « Défi à l’abysse » montre une plongeuse sur grand écran : il fait à la fois salle comble et l’unanimité dans le public. Comme en témoigne Jacques-Henri Baixe : « Les femmes applaudissent la plongeuse qui a enlevé aux machos le record mondial de profondeur en apnée ». En joignant à son palmarès un prix du public, c’est également le premier festival qui donne la parole au public.

## Médiatisation
Le Festival a depuis ses débuts, toujours été très médiatisé[réf. nécessaire]. Entre les émissions à la RTF, les articles de presse française et étrangère (Italie, Russie, États-Unis) qui notaient son originalité, les reportages à la télévision nationale sur les distributions des prix, la présence d’un Télé Dimanche consacré au festival en direct de Toulon en 1971 avec Michel Delpech et Denise Fabre mais surtout avec la chanteuse américaine Joan Baez, les articles accordés par la presse locale Var-Matin, des téléfilms tournés pour France 3 et Thalassa, le soutien de l’actrice d’origine toulonnaise Mireille Darc, le Festival a joui du soutien et de l’aide de nombreux hommes de presse, de radio, de télévision ainsi que du monde du cinéma et des arts.  

## Animations

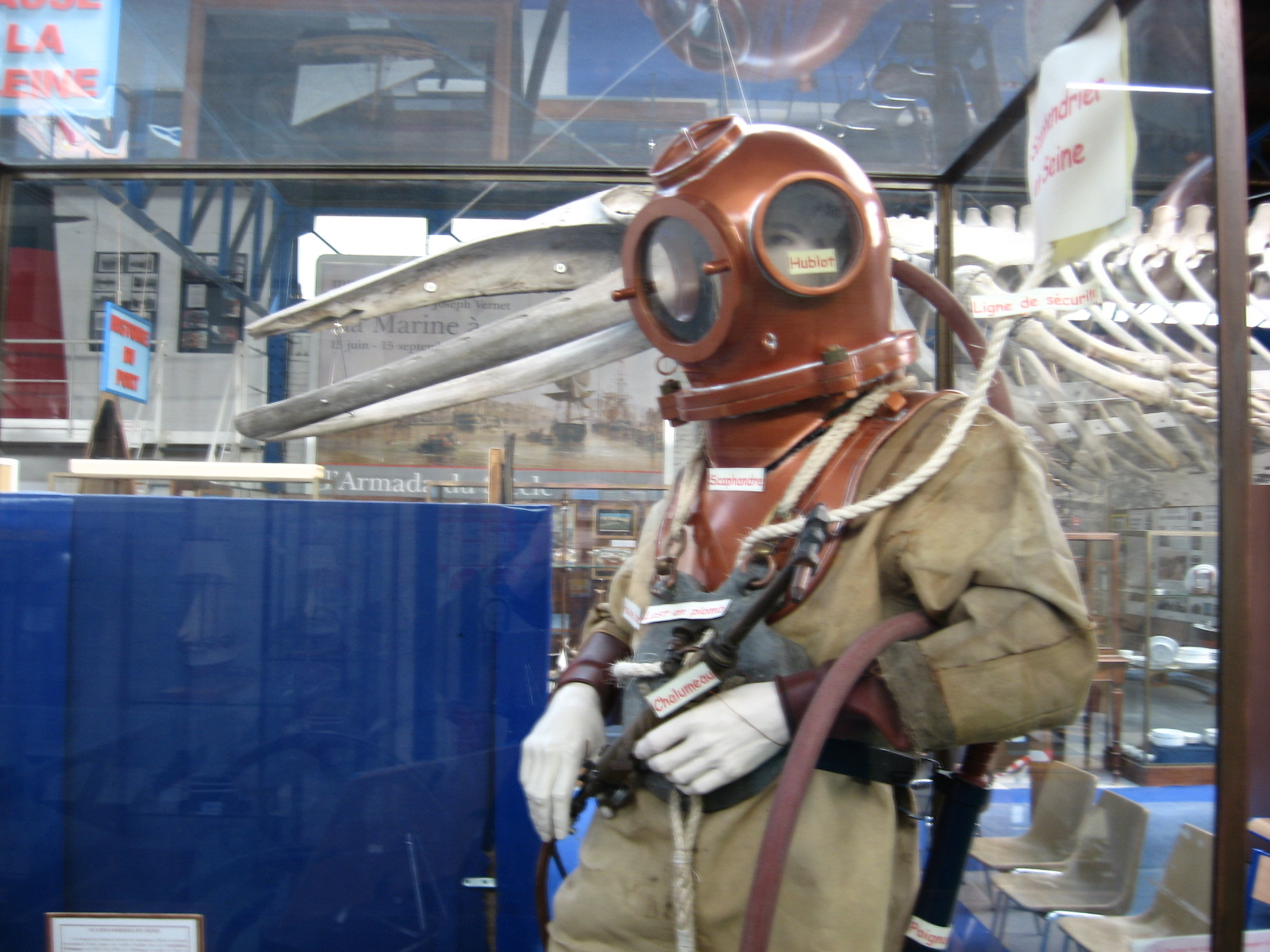
Scaphandrier musée Rouen

À partir de 1991, d’autres animations sont venues entourer les projections de films : des expositions photographiques ou d’affiches de films, de costumes de la Marine, de matériels d’expédition et de plongée, des stands d’institutions partenaires, des tables rondes, séminaires et conférences.
De nombreux aspects donnent à ce Festival sa dimension unique et si particulière : les films qui ont toujours collé à l’actualité, un Festival qui se veut le premier porte-parole de la mer selon le Directeur de la prévention des pollutions au ministère de l’environnement, Thierry Chambolle, mais aussi son ambiance, festive, chaleureuse et conviviale. Toute personne peut intervenir et obtenir les réponses des spécialistes présents, dans une dimension d’échange et de partage.

## Présentation des prix
Le palmarès se compose de l’Ancre d’Or, suivi de l’Ancre d’Argent et de l’Ancre de Bronze. Viennent ensuite différents prix : le Prix spécial du Jury, le Prix du Film d’Exploration, le Prix de la Ville de Toulon, le Prix de la Fédération Française d’Études et de Sports Sous-marins, le Prix de l’Environnement, le Prix de la Jeunesse, le Prix de la Marine Nationale, le Prix « Jacques-Henri Baixe » (film d’archives), le Prix du Patrimoine Maritime, le Prix du Film Animalier, le Prix de la Recherche Scientifique, le Prix « François de Roubaix » (musique de film), le Prix « Philippe Tailliez », le Prix Un Regard Sur le Monde, le Prix du Film Pédagogique. Des Mentions Spéciales du Jury peuvent être décernées. Enfin, le Prix Spécial du Public est décerné comme son nom l’indique par le vote de celui-ci.  